# سيدا (لاتفيا)
سيدا (بالإنجليزية: Seda, Latvia)‏ هي منطقة سكنية تقع في لاتفيا في بلدية سترنتسي. يقدر عدد سكانها بـ 1,744 نسمة .